# Claude Perraudin
Claude Perraudin est un compositeur français, guitariste et chef d'orchestre de variété française, né le 4 avril 1948 à Paris 19e et mort le 20 janvier 2001 à Paris 12e.
Il est inhumé au cimetière parisien de Pantin dans la 116e division.

## Collaborations
Claude Perraudin a collaboré avec ces célébrités :
- Jacques Dutronc (1967-1969)
- Claude François (1969-1972)
- Serge Lama (1973-1989)
- Serge Gainsbourg (1969-1973) enregistrement studio, non crédité[réf. nécessaire]
- Brigitte Bardot (1969-1973) enregistrement studio, non crédité[réf. nécessaire]
- Jane Birkin (1969-1973) enregistrement studio, non crédité[réf. nécessaire]

## Discographie
- Guitar Tenderness (1999)
- Janus (1989) pseudonyme : Greg Baker
- Jogging (1981)
- Mutation 24 (1977)
- De nombreuses compositions destinées à l'illustration sonore pour la télévision et la radio (1970-2000), dont l'instrumental "Scoop", jingle du journal télévisé (1975 à 1981) présenté par Yves Mourousi.

## Utilisations
À ce jour, plusieurs œuvres de Claude Perraudin ont été réutilisées :
- Scoop (1974) a été samplé par Quentin Dupieux alias Mister Oizo sous le titre Yves sur la compilation Ed Banger Ed Rec Vol 3.
- Jamaican Kid (1981) a été samplé par Obie Trice et Eminem sur le titre Richard en 2012 sur l'album Bottoms Up